# Соната для фортепиано № 1 (Бетховен)
Соната для фортепиано № 1 фа минор, op. 2 № 1 — сочинение Людвига ван Бетховена, написанное в 1792 году в Бонне, и, вместе с сонатами № 2 и № 3, и посвящённое Йозефу Гайдну. То, что эти сонаты были посвящены самокритичным Бетховеном своему учителю, говорит о том, что сам автор считал эти произведения весьма удачными.
Эти три написанные для фортепиано сонаты ор. 2, были изданы в 1796 году, однако доподлинно известно, что задолго до их публичного обнародования они широко обсуждались в узких профессиональных музыкальных кругах. Это был далеко не первый опыт композитора в данной области (ранее, проживая в Бонне, он уже написал несколько фортепьянных сонат), однако, по мнению ряда музыковедов именно этими музыкальными произведениями было положено начало тому периоду фортепианного творчества Людвига ван Бетховена, благодаря которому последний сумел заслужить всеобщее признание.
В ранних произведениях композитора исследователи часто находят элементы подражания Гайдну и Моцарту. Однако, нельзя отрицать того, что и в первых фортепианных сонатах Людвига ван Бетховена присутствует оригинальность и самобытность, которые затем обрели тот неповторимый облик, который позволил его произведениям выдержать самое строгое испытание — испытание временем.
Соната для фортепиано № 1 Людвига ван Бетховена состоит из четырёх частей: 
- 1) Allegro

- 2) Adagio

- 3) Menuetto: Allegretto

- 4) Prestissimo